# Yucca schottii

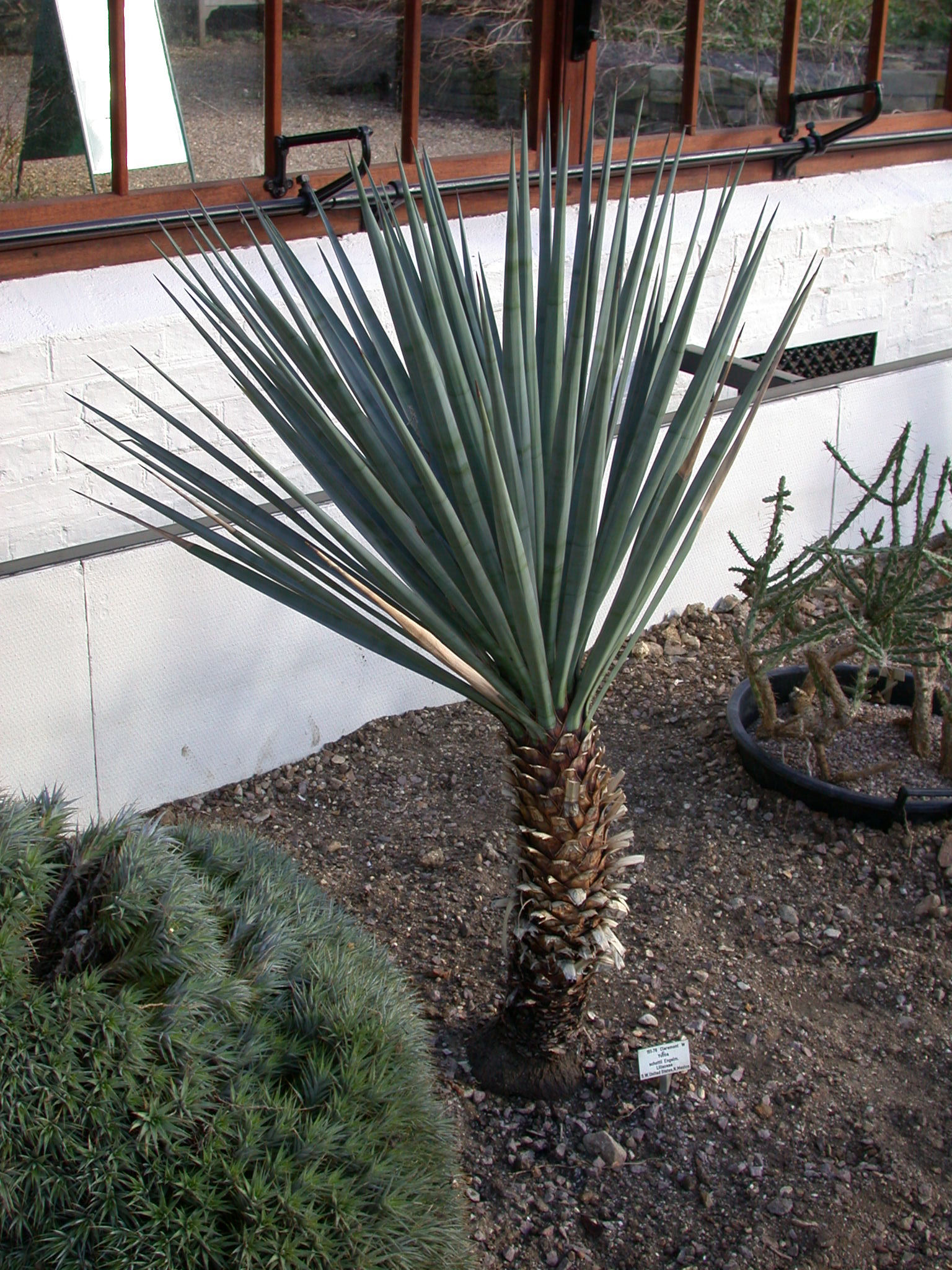
Vista de la planta

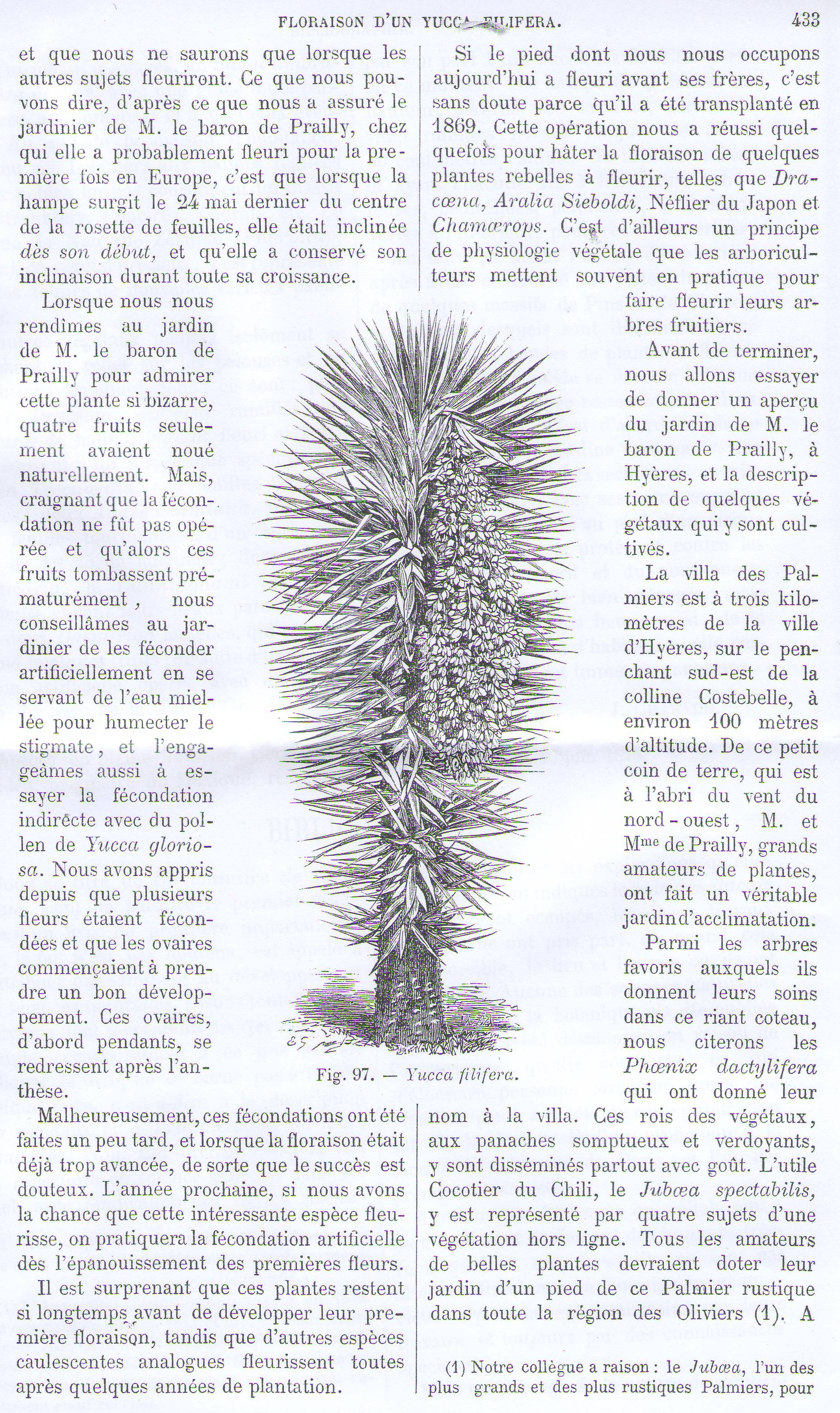
Yucca

Yucca x schottii es una especie de planta fanerógama del género yucca. Es nativa del sur de Arizona, suroeste de Nuevo México, y la parte norte de Sonora y Chihuahua. Los nombres comunes son yucca de schott, yucca canosa y yucca de la montaña. La "x" en el nombre indica que se trata de una noto especie, considerada como un híbrido natural entre otras dos especies. En este caso, la yucca x schottii se cree que se originó como un híbrido entre yucca baccata y yucca madrensis. Yucca x schottii está firmemente establecida y se reproduce libremente en la naturaleza.

## Distribución y hábitat
Yucca x schottii, llamada también yuca de montaña, se encuentra en elevaciones más altas que otras yuccas en forma de árbol, en las cadenas montañosas en el norte de la cordillera de la Sierra Madre Occidental. Se encuentra en el extremo sureste de Arizona, el suroeste de Nuevo México, y de los vecinos del norte de México, en los estados de Sonora y el extremo noroeste de Chihuahua. La mayor parte de su área de distribución, cerca de la mitad, se encuentra en Arizona. Las montañosas regiones de Arizona están en el noreste del desierto de Sonora, así como Sonora; la región de Nuevo México-Chihuahua se encuentra en el límite extremo noroeste del desierto de Chihuahua. Esta región específica en la intersección de estos dos desiertos es la cuenca del archipiélago Madrense para los pinares de la sierra Madre Occidental.

## Descripción
Yucca x schottii es una especie que alcanza un tamaño de hasta cinco m de altura, con troncos delgados raramente de más de 30 cm de ancho, de ramificación en ocasiones muy por encima del suelo. Las hojas son lanceoladas, anchas, y se estrechan en ambos extremos; son tiesas y rígidas, de hasta 60 cm de largo y de hasta ocho cm de ancho, con una punta dura. Las flores son blancas. El fruto es carnoso y con forma de huevo.

## Taxonomía
Yucca schottii fue descrita por George Engelmann y publicada en Transactions of the Academy of Science of St. Louis 3: 46. 1873.
Etimología
Yucca: Nombre genérico que fue nombrado por Carlos Linneo y que deriva por error de la palabra taína yuca (escrita con una sola "c").
schottii: Epíteto en honor del botánico Arthur Schott. 
Sinonimia
- Sarcoyucca schottii (Engelm.) Linding.
- Yucca × brasiliensis Sprenger
- Yucca × macrocarpa Engelm.
- Yucca × puberula Torr.[10][11]